# فنسنت أني إيمانويل
فنسنت أني إيمانويل (بالفرنسية: Vincent Ani Emmanuel)‏ (ولد في 29 أبريل 2001) لاعب كرة قدم بحريني الجنسية نيجيري المولد يجيد اللعب في مركز الظهير الأيمن والجناح الأيمن. يلعب حاليا لصالح الرفاع الشرقي في الدوري البحريني الممتاز منذ 2023.

## المسيرة الرياضية

### الأندية
في 1 أغسطس 2018 انضم إيمانويل إلى النجمة البحريني في صفقة انتقال حر. في موسمه الأول 2018-2019 وفي بطولة الدوري البحريني الممتاز ساهم في احتلال فريقه المركز الخامس بفارق 12 نقطة عن البطل الرفاع. وفي بطولة كأس ملك البحرين ساهم في وصول فريقه إلى الدور الربع النهائي عندما خسر من الحالة 2-3 في مجموع المباراتين. وفي بطولة كأس السوبر البحريني خسر فريقه من المحرق بركلات الترجيح. وفي بطولة كأس الاتحاد البحريني ساهم في وصول فريقه إلى الدور النصف النهائي عندما خسر من الرفاع الشرقي 0-1. وفي بطولة كأس الاتحاد الآسيوي تم استبعاد إيمانويل من المشاركة.
في موسمه الثاني 2019-2020 وفي بطولة الدوري الممتاز ساهم في احتلال فريقه المركز الرابع بفارق 10 نقاط عن البطل الحد. وفي بطولة كأس ملك البحرين خرج من المرحلة الأولى عندما خسر في الدور الثمن النهائي من البسيتين بركلات الترجيح بعد التعادل 4-4 في مجموع المباراتين. وفي بطولة كأس الاتحاد البحريني فشل فريقه في التأهل إلى الدور النصف النهائي بعدما احتل المركز الثالث في المجموعة الرابعة بفارق 5 نقاط عن المتصدر البسيتين.
في موسمه الثالث 2020-2021 وفي بطولة الدوري الممتاز ساهم في احتلال فريقه المركز الثامن بفارق نقطتين عن منطقة الأمان لينتقل للعب في ملحق البقاء ليهزم الاتفاق 3-0 في مجموع المباراتين. وفي بطولة كأس ملك البحرين ساهم في وصول فريقه إلى الدور الربع النهائي عندما خسر من الرفاع 0-1. وفي بطولة كأس الاتحاد البحريني فشل فريقه في التأهل إلى الدور النصف النهائي بعدما احتل المركز الثاني في المجموعة الرابعة بفارق الأهداف عن المتصدر البديع.
في موسمه الرابع والأخير 2021-2022 وفي بطولة الدوري الممتاز ساهم في احتلال فريقه المركز العاشر الأخير بفارق 5 نقاط عن صاحب المركز التاسع المؤهل لملحق البقاء وبالتالي هبط إلى الدرجة الثانية مباشرة. وفي بطولة كأس ملك البحرين ساهم في وصول فريقه إلى الدور النصف النهائي عندما خسر من الخالدية 0-2. وفي بطولة كأس الاتحاد البحريني فشل فريقه في التأهل إلى الدور النصف النهائي.
في 1 يوليو 2022 انتقل إيمانويل من النجمة إلى سترة البحريني الصاعد حديثا إلى الدوري الممتاز في صفقة انتقال حر. في موسمه الوحيد 2022-2023 وفي بطولة الدوري الممتاز ساهم في احتلال فريقه المركز الخامس بفارق 4 نقاط عن البطل الخالدية. وفي بطولة كأس ملك البحرين ساهم في وصول فريقه إلى الدور الربع النهائي عندما خسر من المنامة بركلات الترجيح. وفي بطولة كأس الاتحاد البحريني فشل فريقه في التأهل إلى الدور النصف النهائي عندما احتل المركز الخامس في المجموعة الرابعة بفارق 6 نقاط عن المتصدر البحرين.
في 8 يوليو 2023 انتقل إيمانويل من سترة إلى الخالدية البحريني المتوج حديثا ببطولة الدوري الممتاز في صفقة انتقال حر.
في 14 أغسطس 2023 انتقل إيمانويل من الخالدية إلى الرفاع الشرقي البحريني (الدوري الممتاز) في صفقة انتقال حر. 

### المنتخبات
في أكتوبر 2022 قرر المدرب الكرواتي داريو باسيتش استدعاء إيمانويل للمشاركة مع منتخب البحرين تحت 23 سنة الذي سيشارك في بطولة اتحاد غرب آسيا تحت 23 سنة في السعودية. ساهم فنسنت في فوز البحرين على سوريا 2-1 والخسارة من السعودية المستضيف 0-2 ليحتل في نهاية المطاف المركز الثالث الأخير في المجموعة الثانية ليتأهل إلى مباراة تحديد صاحب المركز الخامس ليتغلب على لبنان بهدف نظيف.